# Позориште на реци Вин
Позориште на реци Вин је историјско позориште у Бечу које се налази на левој страни Винцајла у округу Маријахилф. Завршено 1801. године, позориште је било домаћин премијера многих славних позоришних дела, опера и концерата симфонијске музике. Од 2006. године функционише првенствено као оперска кућа са сопственим оркестром.
Иако реч „Wien" је немачки за "Беч", "Wien„ у називу позоришта је заправо име реке Беч, која је некада текла поред позоришта; “an der Wien" значи "на обалама Беча". Данас је река прекривена на локацији позоришта, а  изнад покривеног корита сада се налази Нашмаркт, популарна пијаца на отвореном и бувља пијаца.

## Историја

### Почетак
Позориште је била замисао бечког позоришног предузетника Емануела Шиканедера, који је најпознатији као Моцартов либретиста и сарадник на опери Чаробна фрула (1791). Шиканедерова трупа је већ неколико година успешно наступала у Бечу у мањем Позоришту на Видену где је премијерно била изведена Моцартова опера Чаробна фрула. Како су наступи трупе често наглашавали спектакл и сценографију, Шиканедер се осећао спремним да се пресели у већи и боље опремљен простор.
Шиканедер је већ 1786. године добио царску дозволу за изградњу новог позоришта, али је тек 1798. почела изградња. Зграду је пројектовао архитекта Франц Јегер у Ампир стилу. Изградња је завршена 1801. године. Позориште је описано као „најраскошније опремљено и једно од највећих позоришта свог доба“.
Позориште је отворено 13. јуна 1801. прологом којег је написао Шиканедер, након чега је уследила изведба опере Александар Франца Тајбера. Ново позориште се показало као сензација. Адолф Баурле, локални критичар, написао је „да су Шиканедер и [његов партнер] Зитербарт имали идеју... да наплате улаз само за гледање свог Theater an der Wien, Шиканедер би сигурно могао да узме огромне суме новца а да не изведе ни једну једину позоришну представу." Јавне музичке новине су назвале Позориште на реци Вин „најудобнијим и најзадовољавајућим у целој Немачкој“ (што је у то време значило „све земље немачког говорног подручја“).
Године 1807. позориште је купила група дворских племића. Међу племићима је највећу жељу показао гроф Фердинанд Палфи фон Ердод, који је цело позориште откупио за себе 1813. године. У периоду свог власништва, који је трајало до 1826. године, фон Ердод је дао да се изводе опере и балет. Поред тога, да би се допао широј бечкој публици, фон Ердод је у Позоришту на реци Вин пуштао популарне пантомиме и естрадне изведбе. Приређујући сложене сценске спектакле, фон Ердод је трошио велики новац, док на крају није био приморан да прода позориште на аукцији у 1826. године.
Данас је сачуван само део првобитне грађевине: Papagenotor (Капија Папагена) је споменик Шиканедеру, који је приказан како игра улогу Папагена у Чаробној фрули, улози коју је написао за себе. Прате га Три дечака, ликови из исте опере. Од 1889. до 1905. године, Александрина фон Шенерер је била генерални директор након што је 1884. окончан закуп између ње и либретисте Камила Валцела. Крајем 19. и почетком 20. века, позориште је доживело златно доба током процвата бечке оперете.

### Позориште на реци Вин у 20. веку
Од 1945. до 1955. зграда Позоришта на реци Вин била је један од привремених домова Бечке државне опере, зато што је зграда опере уништена у америчком бомбардовању током Другог светског рата. Међутим, 1955. године Позориште на реци Вин је затворено из безбедносних разлога. Неколико година је зграда позоришта стајала некоришћена, а раних 1960-их година појавила се претња да ће зграда бити претворена у паркинг гаражу. Ово је било у истој ери „урбане обнове“ у којој је у Америци скоро уништен Карнеги Хол.
До 1962. године Позориште на реци Вин је добило нову улогу као место за савремено музичко позориште. Многи мјузикли на енглеском језику су тамо имали своје немачке премијере. 1992. године, мјузикл Елизабет (о супрузи Франца Јозефа од Аустрије, Елизабете Баварске, такође познатој као Сиси), премијерно је приказан тамо и приказивао се шест узастопних година до 1998. Тако је Елизабет постала најуспешнији мјузикл на немачком језику икада. Елизабет се вратила у Позориште на реци Вин од 2003. до 2005. године. Мјузикл Мачке у режији и кореографији Џилијан Лин успешно је играо седам година.
Упркос свом фокусу на оперете и мјузикле, Позориште на реци Вин је и даље служило као место за повремене оперске продукције, посебно током сезона Бечког фестивала, а понекад и у копродукцији са Бечком државном опером. Значајне продукције укључивале су изведбе под диригентским палицама Карла Бема, Клаудија Абада, Јулијуса Рудела, Питера Шнајдера, Улфа Ширмера и Рикарда Мутија.

### Повратак опере
Године 2006. (на 250. годишњицу Моцартовог рођења) Позориште на реци Вин је извело серију великих Моцартових опера, чиме је постало стално место за оперу и концерте класичне музике под управом новог директора Роланда Гејера. Наводи се да је Гејер рекао да жели да „представи врхунске режисере и занимљиве продукције“, а његове три главне области фокуса биле су барокна опера, савремена опера и Моцарт. 2022. године, Штефан Херхајм је наследио Роланда Гејера на месту директора Позоришта на реци Вин. 
Након што се Позориште на реци Вин фокусирало на оперу, мјузикли у Бечу се улгавном изводе у позориштима Рајмунд или Ронахер. 

## Најпознатије премијере
Позориште на реци Вин доживело је премијере многих дела прослављених композитора и драмских писаца. Било је то посебно омиљено место за Лудвига ван Бетовена, који је на Шиканедеров позив живео у просторијама унутар позоришта током периода када је компоновао своју оперу Фиделио.

### Премијере Бетовенових композиција
- 1803 (5. април) - Друга симфонија, Трећи клавирски концерт и ораторијум Христос на Маслинској гори.
- 1805 (7. април) - Трећа симфонија (Ероика).
- 1805 (20. новембар) - Прва верзија Фиделија.
- 1806 (23. децембар) - Концерт за виолину.
- 1808 (22. децембар) - Пета и Шеста симфонија, Хорска фантазија, Концерт за клавир бр. 4.

### Премијере дела осталих славних композитора
- 1804 (10. новембар) - Црнац,, последња опера коју је компоновао Антонио Салијери
- 1817  Преткиња Франца Грилпарцера.
- 1823  Розамунда, Кипарска грофица, драма Хелмине фон Чези.
- 1844 (9. април) - Растрзан Јохана Нестроја.
- 1874 (5. април) - Слепи миш Јохана Штрауса Млађег.
- 1882 (6. децембар) - Студент просјак Карла Милекера.
- 1885 (24. октобар) - Цигански барон Јохана Штрауса Млађег.
- 1891 (10. јануар) - Трговац птицама Карла Зелера.
- 1898 (5. јануар) - Оперски бал Рихарда Хојбергера.
- 1905 (30. децембар) - Весела удовица Франца Лехара.
- 1908 (14. новембар) - Храбри војник Оскара Штрауса.
- 1909 (12. новембар) - Гроф из Луксенбурга Франца Лехара.
- 1924 (28. фебруар) - Грофица Марица Имреа Калмана.